# 埃薩卡內
16°46′57″N 3°37′58″W / 16.78250°N 3.63278°W
埃薩卡內（法語：Essakane），是馬里的城鎮，位於該國北部，由通布圖區的貢達姆省負責管轄，處於廷巴克圖以西約70公里，面積7,927平方公里，2009年人口11,238，人口密度每平方公里1.4人。